# Mitsuku

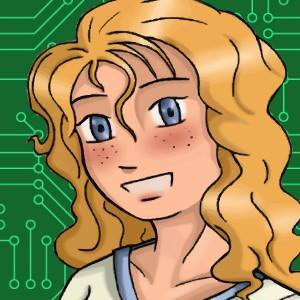
Einer von Mitsukus Avataren

Mitsuku, Spitzname Kuki, ist ein Chatbot, der fünfmal den Loebner-Preis gewann (2013, 2016, 2017, 2018, 2019).
Mitsuku wurde ab 2005 von Steve Worswick entwickelt. Grundlage ist die Artificial Intelligence Markup Language (AIML) sowie der Chatbot A.L.I.C.E. Mitsuku wird von der Firma „Pandorabots“ betrieben und weiter entwickelt.
Mitsuku ist bzw. war auf verschiedenen Plattformen verfügbar: auf der Mousebreaker-Website, auf Facebook Messenger, auf Twitch, Telegram und Kik Messenger, und für einige Zeit auch auf Skype.